# Relações entre Alemanha e Rússia
As relações entre Alemanha e Rússia são as relações diplomáticas estabelecidas entre a República Federal da Alemanha e a Federação Russa. A Alemanha possui uma embaixada em Moscou e consulado-gerai em São Petersburgo. A Rússia possui uma embaixada em Berlim.

## Comércio
O comércio russo-alemão tem uma longa história. Há 100 anos as exportações russas para a Alemanha representaram 30% do total das vendas externas. As importações russas provenientes da Alemanha excederam 46% das importações totais. A maior parte do comércio era composta de alimentos, bens manufaturados e, como atualmente, matérias-primas. A Rússia é um importante parceiro comercial da Alemanha. É a sétima maior fonte de importações alemãs e o 11º maior mercado de exportação de bens e serviços alemães. O comércio total entre os dois países ultrapassou 76 milhões de euros em 2013.